# Lucjan Śliwa
Lucjan Śliwa (ur. 20 lipca 1940 w Bruśniku) – polski nauczyciel, poseł na Sejm X kadencji.

## Życiorys
Ukończył studia na Wydziale Wychowania Muzycznego Państwowej Wyższej Szkoły Muzycznej w Krakowie w 1975. Pracował zawodowo jako nauczyciel po ukończeniu studium nauczycielskiego w 1961, w tym w szkole podstawowej w Górze Ropczyckiej i Sędziszowie Małopolskim. Tamże podjął pracę w Miejsko-Gminnym Ośrodku Kultury, po czym był jego dyrektorem. W 1961 wstąpił do Polskiej Zjednoczonej Partii Robotniczej, do której należał do rozwiązania. Był sekretarzem propagandy w komitecie miejsko-gminnym.
W 1989 uzyskał mandat posła na Sejm kontraktowy w okręgu mieleckim z puli PZPR. Na koniec kadencji był posłem niezrzeszonym. Zasiadał w Komisji Kultury i Środków Przekazu.

## Odznaczenia
- Złoty Krzyż Zasługi (1983)
- Medal 40-lecia Polski Ludowej